# Résolution 752 du Conseil de sécurité des Nations unies
Membres permanents
- Chine
- États-Unis
- France
- Royaume-Uni
- Russie

Membres non permanents
- Autriche
- Belgique
- Cap-Vert
- Équateur
- Hongrie
- Inde
- Japon
- Maroc
- Venezuela
- Zimbabwe

Résolution no 751 Résolution no 753
La résolution 752 du Conseil de sécurité des Nations unies, a été adoptée à l'unanimité le 15 mai 1992. Après avoir réaffirmé les résolutions 713 (1991), 721 (1991), 724 (1991), 727 (1992), 740 (1992), 743 (1992) et 749 (1992), le Conseil s'est déclaré préoccupé par la situation en Yougoslavie, en particulier par les combats en Bosnie-Herzégovine. Il a exigé que toutes les parties mettent fin aux combats et respectent le cessez-le-feu signé le 12 avril 1992.
Le Conseil de sécurité a appelé toutes les parties à coopérer aux efforts de la Communauté européenne pour trouver un règlement politique négocié, notant que le changement des frontières par la force n'est pas acceptable. Il a également exigé que les unités de l'Armée populaire yougoslave (JNA) et les éléments de l'armée croate se retirent ou soient placés sous l'autorité du gouvernement de la Bosnie-Herzégovine. La résolution exigeait le respect de la souveraineté et de l'intégrité territoriale de la Bosnie-Herzégovine. Les forces irrégulières présentes sur le territoire devraient être dissoutes et désarmées.
La résolution a ensuite souligné l'importance de l'aide humanitaire pour la région, compte tenu du grand nombre de personnes déplacées, et a appelé les parties présentes en Bosnie-Herzégovine à autoriser l'accès humanitaire. Il a également demandé une pleine coopération avec la Force de protection des Nations unies (FORPRONU) et la Mission de surveillance de la Communauté européenne. Enfin, la résolution 752 a demandé au secrétaire général Boutros Boutros-Ghali de suivre la situation.
L'échec de la mise en œuvre de la résolution actuelle a servi de base au prononcé de nouvelles sanctions internationales contre la république fédérale de Yougoslavie (Serbie et Monténégro), à commencer par la résolution 757.

## Voir également
- Guerre de Bosnie-Herzégovine
- Guerre de Croatie
- Guerres de Yougoslavie